# Sliedrecht Sport 2023-2024 (femminile)
Questa voce raccoglie le informazioni riguardanti lo Sliedrecht Sport nelle competizioni ufficiali della stagione 2023-2024.

## Stagione
Lo Sliedrecht Sport partecipa alla stagione 2023-24 senza alcuna denominazione sponsorizzata.
Si classifica al quinto posto nella regular season di Eredivisie, accedendo così alla Poule B, dove ottiene il terzo posto, mancando l'accesso ai play-off scudetto. Nelle altre competizioni domestiche disputa la Supercoppa olandese, perdendo contro lo Sneek, e la Coppa dei Paesi Bassi, dove viene eliminato dall'Utrecht.
In ambito europeo è invece di scena in Challenge Cup, senza andare oltre i quarti di finale, eliminato dalle belghe del Bevo Roeselare.

## Organigramma societario
Area direttiva
- Presidente: Cees Boer

Area tecnica
- Allenatore: Elroy Bezemer
- Secondo allenatore: Erik Gras
- Assistente allenatore: Meike Martijn
- Scoutman: André Schild, Emma Schild

Area sanitaria
- Medico: Annika van den Broek
- Fisioterapista: Carmen van der Staaij, Martijn Michielse
- Massoterapista: Harold Mourik

## Rosa
| N° | Nome                 | Ruolo | Data di nascita  | Nazionalità sportiva |
| -- | -------------------- | ----- | ---------------- | -------------------- |
| 1  | Nikki van der Veen   | O     | 10 novembre 1998 | Paesi Bassi          |
| 2  | Sjakkie Donkers      | S     | 14 gennaio 2005  | Paesi Bassi          |
| 3  | Lana Lijkendijk      | C     | 16 febbraio 2002 | Paesi Bassi          |
| 4  | Noa Rahangmetan      | P     | 21 agosto 2002   | Paesi Bassi          |
| 5  | Daphne Hulst         | C     | 26 aprile 2001   | Paesi Bassi          |
| 7  | Louise Bijlsma       | S     | 2 giugno 2003    | Paesi Bassi          |
| 9  | Michelle Koolen      | S     | 23 luglio 1998   | Paesi Bassi          |
| 10 | Angelica D'Aurea     | S     | 21 aprile 1994   | Italia               |
| 11 | Lotte Groninger      | P     | 4 febbraio 1998  | Paesi Bassi          |
| 12 | Kirsten van Leusen   | C     | 15 febbraio 1998 | Svezia               |
| 14 | Janne Koops          | L     | 3 febbraio 2006  | Paesi Bassi          |
| 15 | Evie van Kerkvoorde  | S     | 20 aprile 2001   | Paesi Bassi          |
| -  | Carlijn Berendsen    | O     | -                | Paesi Bassi          |
| -  | Pascalle Cnossen     | C     | 10 agosto 2001   | Paesi Bassi          |
| -  | Rudie Döpp           | S     | -                | Paesi Bassi          |
| -  | Eline de Haan        | P     | 30 gennaio 2002  | Paesi Bassi          |
| -  | Julia Joosten        | S     | 29 gennaio 2001  | Paesi Bassi          |
| -  | Iris Koek            | C     | 21 giugno 2003   | Paesi Bassi          |
| -  | Solfee Postma        | C     | -                | Paesi Bassi          |
| -  | Marit van der Sluijs | L     | -                | Paesi Bassi          |
| -  | Britt van Herwaarden | P     | -                | Paesi Bassi          |
| -  | Famke van Rekom      | P     | 22 agosto 1996   | Paesi Bassi          |
| -  | Femke Zegwaard       | S     | 30 maggio 2006   | Paesi Bassi          |

## Risultati

### Coppa dei Paesi Bassi
| Ottavi di finale - 23 dicembre 2023 Sporthal De Brug, Groninga   | Oranje Nassau | 1 - 3 | Sliedrecht | 18-25, 25-19, 14-25, 10-25        |
| Quarti di finale - 24 gennaio 2024 Sporthal De Basis, Sliedrecht | Sliedrecht    | 2 - 3 | Utrecht    | 23-25, 30-28, 19-25, 25-12, 10-15 |

### Supercoppa olandese
| Finale - 1º ottobre 2023 Sneker Sporthal, Sneek | Sneek | 3 - 1 | Sliedrecht | 25-23, 25-10, 24-26, 31-29 |

### Challenge Cup
| Trentaduesimi di finale (andata) - 11 ottobre 2023 Sporthal De Basis, Sliedrecht | Sliedrecht     | 0 - 3 | Bevo Roeselare | 15-25, 17-25, 16-25               |
| Trentaduesimi di finale (ritorno) - 17 ottobre 2023 Tomabelhal, Roeselare        | Bevo Roeselare | 3 - 2 | Sliedrecht     | 23-25, 28-30, 25-22, 25-20, 15-11 |

## Statistiche

### Statistiche di squadra
| Competizione          | Punti | In casa | In casa | In casa | In trasferta | In trasferta | In trasferta | Totale | Totale | Totale |
| Competizione          | Punti | G       | V       | P       | G            | V            | P            | G      | V      | P      |
| --------------------- | ----- | ------- | ------- | ------- | ------------ | ------------ | ------------ | ------ | ------ | ------ |
| Eredivisie            | 35/22 | 14      | 10      | 4       | 14           | 8            | 6            | 28     | 18     | 10     |
| Coppa dei Paesi Bassi | -     | 1       | 0       | 1       | 1            | 1            | 0            | 2      | 1      | 1      |
| Supercoppa olandese   | -     | -       | -       | -       | -            | -            | -            | 1      | 0      | 1      |
| Challenge Cup         | -     | 1       | 0       | 1       | 1            | 0            | 1            | 2      | 0      | 2      |
| Totale                | -     | 16      | 10      | 6       | 16           | 9            | 7            | 33     | 19     | 14     |

### Statistiche dei giocatori
| Giocatrice        | Eredivisie | Eredivisie | Eredivisie | Eredivisie | Eredivisie | Challenge Cup | Challenge Cup | Challenge Cup | Challenge Cup | Challenge Cup |
| Giocatrice        | P          | PT         | AV         | MV         | BV         | P             | PT            | AV            | MV            | BV            |
| ----------------- | ---------- | ---------- | ---------- | ---------- | ---------- | ------------- | ------------- | ------------- | ------------- | ------------- |
| C. Berendsen      | ?          | 0          | 0          | 0          | 0          | -             | -             | -             | -             | -             |
| L. Bijlsma        | ?          | 254        | 195        | 28         | 31         | 2             | 23            | 16            | 2             | 5             |
| P. Cnossen        | ?          | 10         | 3          | 4          | 3          | -             | -             | -             | -             | -             |
| E. de Haan        | ?          | 0          | 0          | 0          | 0          | -             | -             | -             | -             | -             |
| S. Donkers        | ?          | 263        | 225        | 17         | 21         | 2             | 38            | 33            | 0             | 5             |
| R. Döpp           | ?          | 0          | 0          | 0          | 0          | -             | -             | -             | -             | -             |
| A. D'Aurea        | ?          | 0          | 0          | 0          | 0          | 2             | 0             | 0             | 0             | 0             |
| L. Groninger      | ?          | 34         | 13         | 4          | 17         | 2             | 2             | 1             | 0             | 1             |
| I. Koek           | ?          | 0          | 0          | 0          | 0          | -             | -             | -             | -             | -             |
| D. Hulst          | ?          | 128        | 87         | 28         | 13         | 2             | 9             | 9             | 0             | 0             |
| J. Joosten        | ?          | 0          | 0          | 0          | 0          | -             | -             | -             | -             | -             |
| M. Koolen         | ?          | 121        | 92         | 12         | 17         | 2             | 5             | 3             | 1             | 1             |
| J. Koops          | ?          | 1          | 1          | 0          | 0          | 2             | 0             | 0             | 0             | 0             |
| L. Lijkendijk     | ?          | 240        | 116        | 79         | 45         | 2             | 15            | 11            | 3             | 1             |
| S. Postma         | ?          | 4          | 1          | 2          | 1          | 0             | 0             | 0             | 0             | 0             |
| N. Rahangmetan    | ?          | 59         | 13         | 22         | 24         | 2             | 2             | 1             | 1             | 0             |
| M. van der Sluijs | ?          | 0          | 0          | 0          | 0          | -             | -             | -             | -             | -             |
| N. van der Veen   | ?          | 134        | 112        | 15         | 7          | 2             | 0             | 0             | 0             | 0             |
| B. van Herwaarden | ?          | 0          | 0          | 0          | 0          | -             | -             | -             | -             | -             |
| E. van Kerkvoorde | ?          | 453        | 351        | 41         | 61         | 2             | 24            | 17            | 4             | 3             |
| K. van Leusen     | ?          | 60         | 29         | 22         | 9          | 2             | 5             | 4             | 0             | 1             |
| F. van Rekom      | ?          | 0          | 0          | 0          | 0          | 0             | 0             | 0             | 0             | 0             |
| F. Zegwaard       | ?          | 0          | 0          | 0          | 0          | 0             | 0             | 0             | 0             | 0             |

P = presenze; PT = punti totali; AV = attacchi vincenti; MV = muri vincenti; BV = battute vincenti

NB: Non sono disponibili i dati relativi alla Coppa dei Paesi Bassi, alla Supercoppa olandese e, di conseguenza, quelli totali